# Heteroerythrops tanseii
Heteroerythrops tanseii är en kräftdjursart som beskrevs av Murano 1966. Heteroerythrops tanseii ingår i släktet Heteroerythrops och familjen Mysidae. Inga underarter finns listade i Catalogue of Life.